# Nyssa sylvatica
Genre
Classification APG III (2009)

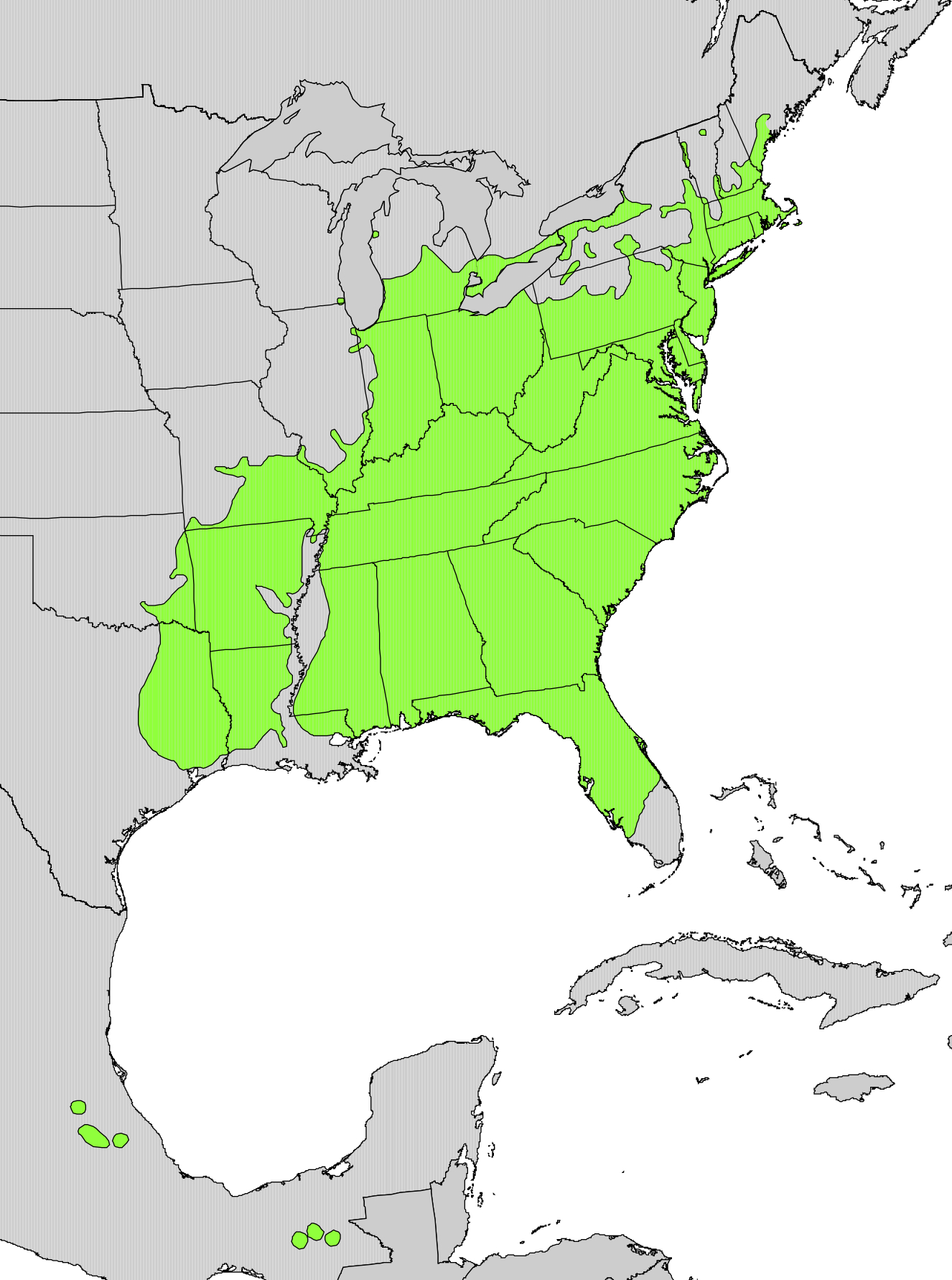
Répartition naturelle.

Nyssa sylvatica, communément appelé tupelo, tupelo noir, gomme noire, gommier noir ou gomme aigre, est un arbre à feuilles caduques de taille moyenne originaire de l'est de l'Amérique du Nord, du nord-est côtier des États-Unis et du sud de l'Ontario jusqu'au centre de la Floride et de l'est du Texas, ainsi qu'au Mexique.

## Étymologie
Le genre Nyssa fait référence à une naïade  grecque. L'espèce  épithète  sylvatica  fait référence à son habitat boisé.
Le nom commun de l'espèce, tupelo, est d'origine amérindienne, provenant des mots Creek « ito » (« arbre ») et « opilwa » (« marais ») ; il était utilisé au milieu du XVIIIe siècle.
Bien que ces arbres soient souvent appelés simplement « tupelo », le nom plus complet, tupelo noir, permet de le distinguer des autres espèces du genre tupelo « Nyssa », dont certaines poussent dans les mêmes secteurs, comme  N. aquatica  et  N. biflora.
Le nom « tupelo » est utilisé principalement dans le Sud des États-Unis ; vers le nord et dans les Appalaches, l'arbre est plus communément appelé gomme noire ou gomme aigre, bien qu'aucune partie de la plante ne soit particulièrement gommeuse. À ne pas confondre avec la « gomme bleue », un Eucalyptus.
Ces deux derniers noms le différencient avec une autre espèce souvent rencontrée dans la même aire de répartition, la gomme sucrée (Liquidambar styraciflua) qui produit une résine aromatique. Un autre nom commun utilisé occasionnellement dans le nord-est des États-Unis est pepperidge.
Sur Martha's Vineyard, au Massachusetts, cette espèce est appelée « beetlebung », peut-être pour son utilisation dans la fabrication du maillet connu sous le nom de beetle (scarabée), utilisé pour marteler les bouchons dans des barils.
La ville de Tupelo (Mississippi) tire son nom de l'arbre.

## Espèces
Entre sept et dix espèces de Nyssa sont reconnues,, :
- Nyssa aquatica L. – Water tupelo (Sud-est des États-Unis)
- Nyssa biflora Walter[7],[9] (ou Nyssa sylvatica var. biflora[6])
- Nyssa javanica (Blume) Wangerin - Est de l' Himalaya, Indochine, Bornéo, Java, Sumatra
- Nyssa ogeche W.Bartram ex Marshall – Ogeechee tupelo (Sud-est des États-Unis)
- Nyssa sinensis Oliv. – Chinese tupelo  (Sud de la Chine, Vietnam, Myanmar)
- †Nyssa spatulata (Scott) Manchester[10] (Extinction, Middle Eocene; Clarno Formation, Oregon)
- Nyssa sylvatica Marshall – Black tupelo ou black-gum (Est et centre des États-Unis ; est et sud du Mexique ; Ontario)
- Nyssa talamancana Hammel & N.Zamora - (Panama, Costa Rica)
- Nyssa ursina
- Nyssa yunnanensis W.C.Yin – Yunnan tupelo  (Yunnan).

## Description
Il se pare, à l'automne, de feuilles flamboyantes jaunes, orangé vif puis rouge carmin.
Tout à fait rustique, il apprécie les zones boisées humides voire marécageuses.

### Culture
Nyssa sylvatica est cultivé comme arbre ornemental dans les parcs et les grands jardins, où il est souvent utilisé comme spécimen ou arbre d'ombrage. L'arbre se plait davantage dans des positions abritées mais peu peuplées, développant une forme pyramidale chez les jeunes sujets et s'étalant avec l'âge. La tige s'élève au sommet de l'arbre dans une silhouette effilée ininterrompue, les branches sortent à angle droit par rapport au tronc et s'étendent horizontalement ou tombent un peu, formant une tête longue et étroite en forme de cône.
Les feuilles sont courtement pétiolées et ont donc peu de mouvement individuel, mais les branches se balancent dans leur ensemble. La répartition du feuillage est fine et abondante et se situe horizontalement de sorte que la disposition du feuillage n'est pas différente de celle du hêtre commun (Fagus). Sa coloration automnale, souvent spectaculaire, avec des rouges intenses à violets, est très appréciée en milieu paysager. C'est le plus fougueux et le plus éclatant du « groupe brillant » qui comprend érable, cornouiller, sassafras et gomme sucrée, ainsi que diverses espèces de tupelo.
Au Royaume-Uni, le cultivar 'Wisley Bonfire' a gagné le Royal Horticultural Society 'Award of Garden Merit',.
L'arbre se bouture au printemps et à l'automne et se multiplie également par semis. Il ne supporte pas trop la transplantation dès qu'il atteint les 30 cm de haut.

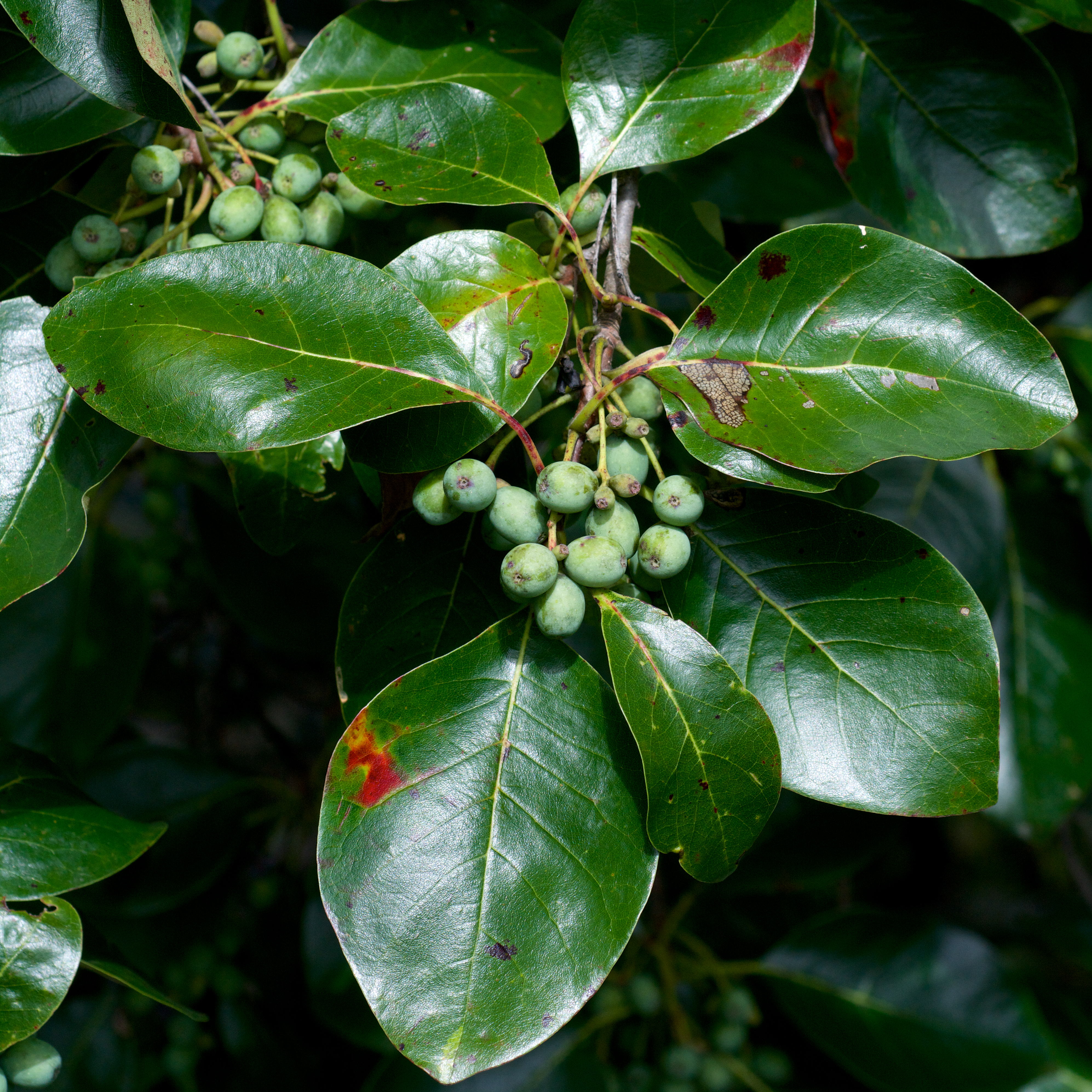
Feuillage et fruits encore verts.
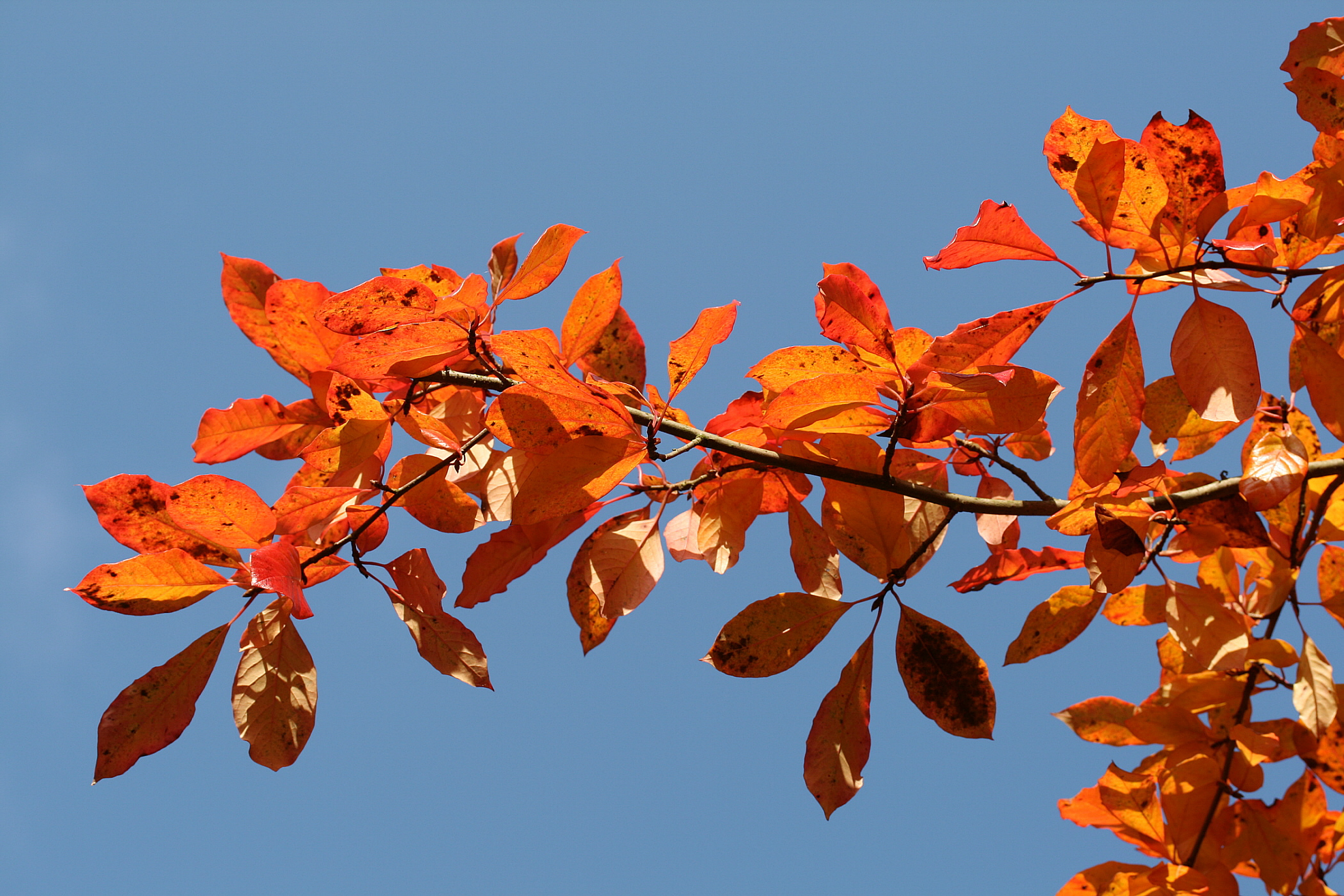
Nyssa sylvatica, feuilles en automne.
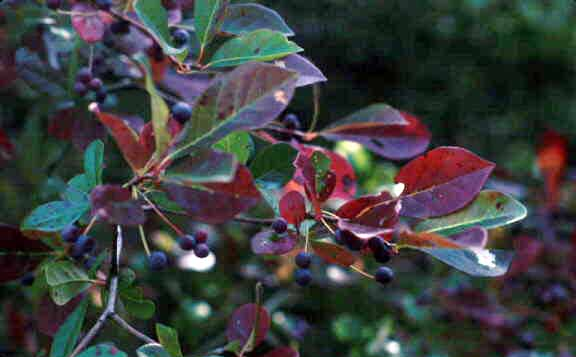
Nyssa sylvatica, fruits matures, prêts à tomber.
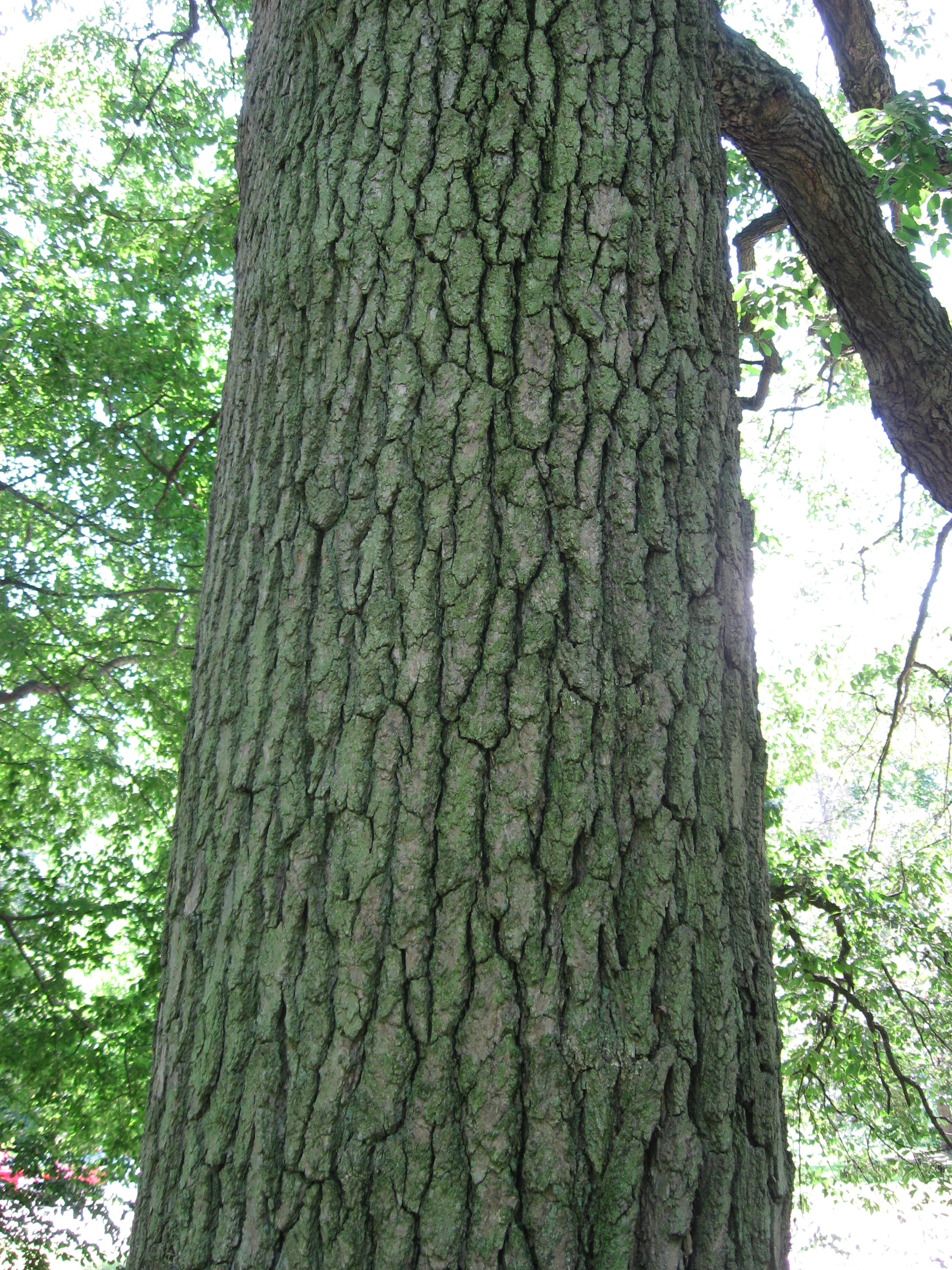
Tronc d'un arbre adulte.

### Production de miel
Nyssa sylvatica  est une source majeure de miel sauvage dans de nombreuses zones de son aire de répartition. Des sections creuses de troncs de gomme noire étaient auparavant utilisées comme ruches par les apiculteurs.

### Bois
Le bois de Nyssa sylvatica est lourd, dur, à grains croisés et difficile à fendre, surtout après séchage. Cette résistance au fendage a conduit à son utilisation pour la fabrication de maillets, poulies, moyeux de roues, rouleaux agricoles, bols, et pavés de routes.
Le bois est également utilisé pour les palettes, les sols bruts, le bois à pâte et le bois de chauffage. Comme le bois est très dur, résistant à l'usure, il a été utilisé pour  les navettes en tissage. Parce qu'il résiste à l'usure et accepte très facilement les conservateurs à base de créosote, il est considéré comme un bois de première qualité pour la fabrication de traverses de chemin de fer.
La résistance du bois à l'usure et à certains acides a conduit à son utilisation comme revêtement de sol en usine.

### Vie animale
Nyssa sylvatica est une importante source de nourriture pour de nombreux oiseaux migrateurs à l'automne. On pense que son changement de couleur précoce (signalement des fruits foliaires) attire les oiseaux vers les fruits disponibles, qui mûrissent avant de nombreux autres fruits et baies d'automne. Le fruit est assez marqué, bleu foncé, en grappes de deux ou trois. Les fruits aigres sont recherchés avec impatience par de nombreux types d'oiseaux, notamment: Merle d'Amérique, Grive de Swainson, Grive à joues grises, Grive solitaire, Grive des bois, Cardinal rouge, Moqueur polyglotte, Geai bleu, Pic à ventre roux, Pic maculé, Pic flamboyant, Grand pic, Moucherolle phébi, Moqueur roux, Merlebleu de l'Est, étourneau sansonnet, Piranga écarlate, Moqueur chat, Jaseur d'Amérique et Corneille d'Amérique, [citation nécessaire] tous principalement des oiseaux de l'est de l'Amérique du Nord, migrateurs ou sédentaires dans l'aire de répartition de l'arbre.
Les branches de ces arbres se détériorent souvent tôt et les trous pourris constituent d'excellentes tanières pour écureuil, raton laveur, Opossum de Virginie, ainsi que des ruches naturelles pour les essaims d'abeilles.